# 客卿灶
客卿灶（?—?），名灶，姓不详，战国时期秦国的客卿。
前270年（周赧王四十五年、秦昭襄王三十七年、齐襄王十四年），秦相穰侯魏冉向秦昭襄王介绍一位名叫灶的客卿，派他率军进攻齐国，夺取刚（今山东省宁阳县东北）、寿两地，刚、寿（今山东省东平县西南）两地被赐予魏冉扩大他的陶邑封地。这件事加深了秦昭襄王和魏冉的矛盾，客卿范雎也由此离间秦昭襄王和魏冉，最终取代魏冉为秦相。